# سیارک ۶۷۰

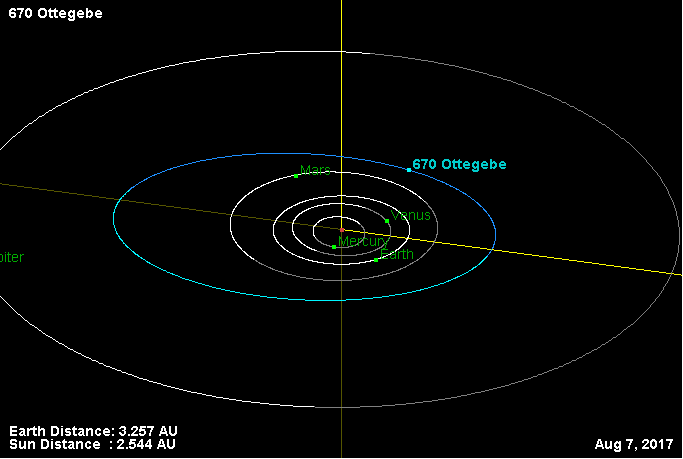
نمایی از محل قرارگیری سیارک ۶۷۰ در مدار – ۲۰۱۷

سیارک ۶۷۰ (به انگلیسی: 670 Ottegebe، نامگذاری:1908DR) ششصد و هفتادمین سیارک کشف شده‌است که در ۲۰ اوت ۱۹۰۸ و در هایدلبرگ کشف شد.
قدر مطلق سیارک برابر ۹٫۸۰ است.